# Потоцкий, Иосиф Альфредович

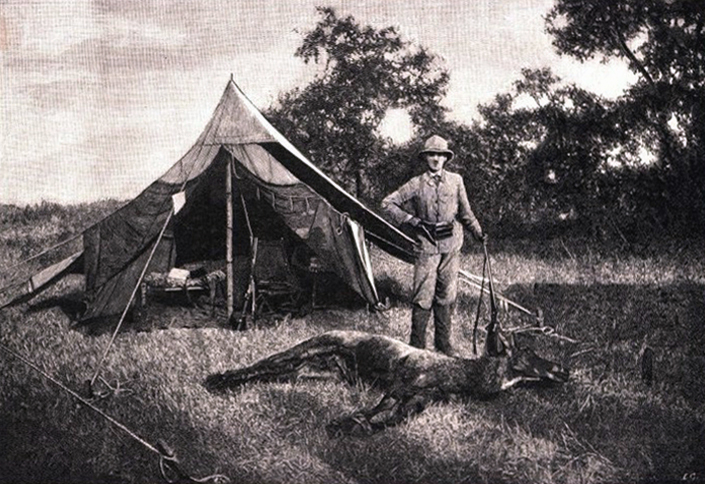
Граф Иосиф Потоцкий с антилопой-нильгау в Индии

Граф Ио́сиф Альфре́дович Пото́цкий (пол. Józef Mikołaj Potocki; Лемберг 8 сентября 1862 — 25 августа 1922, Монтрезор) — член Государственной думы Российской империи I созыва от Волынской губернии, польский землевладелец, путешественник, коллекционер книг, австрийский камергер.

## Биография
Из известного аристократического рода Потоцких герба Пилява (серебряная). Сын графа Альфреда Юзефа Потоцкого (1817—1889), наместника Королевства Галиции и Лодомерии, премьер-министра Австро-Венгрии в 1870—1871 гг.) и княжны Марии Сангушко (1830—1903), внук Романа Сангушко (участника польского восстания 1830 года, каторжанина, русского офицера, отличившегося в Кавказской войне, общественного деятеля), правнук Яна Потоцкого (писателя и археолога, автора романа в новеллах «Рукопись, найденная в Сарагосе» (1804)) и князя Евстахия Эразма Сангушко (генерал-майора повстанческой армии Костюшко и бригадного генерала армии Наполеона Бонапарта).
К 1880 году Иосиф Потоцкий закончил домашнее образование, в 1881—1885 год он учился на юридическом факультете Лембергского (Львовского) университета, по другим сведениям высшее юридическое образование получил в Вене. Три года служил в министерстве внутренних дел в Австрии, был помощником государственного комиссара в Львовском сейме.
В 1887 году принял русское подданство на основании повеления императора Александра III.
Он унаследовал, в основном, от матери Марии Сангушко крупные имения на Волыни — в общей сложности около 63 000 га земли. В своем имении он деятельно способствовал повышению уровня жизни местного населения — открывал новые производства, развивал лесное и рыбное хозяйства, поддерживал польские школы, заложил церковь. В 1896—1901 он был вице-президентом сельскохозяйственного общества в Киеве. Почетный председатель сельскохозяйственного общества в Староконстантинове.
В 1906 он выбран член Государственной думы Российской империи I созыва от Волынской губернии. Принадлежал к территориальной группе депутатов Северо-западного и Юго-западного края, автономист.
Существенно пополнил коллекцию книг, принадлежавшую князьям Сангушкам, в имении Антонины хранилось около 20 тысяч томов, а также многочисленные произведения искусства, коллекция пострадала во время Первой мировой войны и Советско-польской войны. После этих событий сохранившаяся часть библиотеки и галереи была перенесена в Дворец Потоцких в Варшаве, где полностью погибла во время Варшавского восстания в 1944 году. И. А. Потоцкий был инициатором создания архива семьи Потоцких. Способствовал пополнению нескольких библиотек на Волыни, в том числе Сельскохозяйственной библиотеки.
В числе первых европейцев достиг Голубого Нила. Опубликовал несколько книг о путешествиях и охоте, в том числе "Охотничьи Записки с Дальнего Востока. Индия, Цейлон (1894, два тома), "Охотничьи Записки из Африки. Сомали (1897), Голубой Нил (1902). Много сделал для Варшавского научного общества (ВНО), передал обществу здание ул. Kaliksta 8 (позднее ул. Śniadeckich). В 1911 году он стал почетным членом ВНО.
В 1919 году И. А. Потоцкий потерял значительную часть земельных владений, они сократились всего до 3500 га. Выехал вместе с семьей в Польшу, потом во Францию (до смерти в 1922 году проживал в замке Монтрезор).
Умер от травм, полученных в результате автомобильной аварии. Похоронен на французском кладбище города Монтрезор.

## Семья
- 28 апреля 1892 года[4] в Берлине женился на княжне Хелене Августе Паулине Софии Марии Радзивилл (14 февраля 1874—12 декабря 1958)[4], дочери князя Антония Вильгельма Радзивилла (1833—1904)[4], ордината несвижского и клецкого, и маркграфини Марии Доротеи де Кастеллан (1840—1915)[4]. В браке родилось двое сыновей:
  - Сын — Граф Роман Антоний Потоцкий (3 июня 1893—5 ноября 1971)[4], женат с 1929 года на княжне Анне Марии Станиславе Святополк-Четвертинской (1902—1987)[4].
  - Сын — Граф Юзеф Альфред Генрик Потоцкий (8 апреля 1895—12 ноября 1968)[4], женат с 1930 года на княжне Кристине Марии Пелагее Радзивилл (1908—2003)[4].
- Брат — граф Роман Альфред Мария Потоцкий (16 декабря 1851—24 сентября 1915), был женат на Изабелле Потоцкой (1864—1883), а затем на Эльжбете Матильде ур. Радзивилл (1861—1950), их сыновья: Альфред Антоний и Ежи.
- Сестра — Юлия в замужестве Браницкая (11 ноября 1854—22 сентября 1921), замужем за Владиславом Михаилом Пием Браницким (1848—1914).
- Сестра — Мария Клементина в замужестве Тышкевич (1856—1921), замужем за Яном Леоном Антонием Тышкевичем (1851—1901).